# فالماوت (حوزه سرشماری)، مین
فالماوت (به انگلیسی: Falmouth) یک منطقهٔ مسکونی در ایالات متحده آمریکا است که در شهرستان کامبرلند، مین واقع شده‌است. فالماوت ۸٫۵ کیلومتر مربع مساحت و ۱٬۸۵۵ نفر جمعیت دارد و ۱۲٫۱۹ متر بالاتر از سطح دریا واقع شده‌است.